# Chadsia coluteifolia
Chadsia coluteifolia är en ärtväxtart som beskrevs av Henri Ernest Baillon. Chadsia coluteifolia ingår i släktet Chadsia och familjen ärtväxter. Inga underarter finns listade i Catalogue of Life.